# Renata Bonfanti
Renata Bonfanti (Bassano del Grappa, 10 giugno 1929 – Bassano del Grappa, 14 marzo 2018) è stata un'artista e designer italiana.

## Biografia
Dopo aver frequentato il Liceo Classico, negli anni dal 1947 al 1951, frequenta l'Istituto Statale d'Arte di Venezia e, nel 1954, un breve corso di aggiornamento alla Kvinnelige Industri Skole di Oslo.
Verso la fine degli anni Cinquanta e durante tutti gli anni Sessanta inizia ad approfondire il disegno industriale, una ricerca che la porta a progettare arazzi e tappeti tessuti a mano in cui le fibre artificiali vengono contrapposte a quelle naturali. In seguito l'interesse per i disegni di intreccio la portano a privilegiare la lana, il lino e il cotone.
Sempre nel 1954 partecipa alla Triennale di Milano con un tappeto tessuto annodato e apre a Bassano del Grappa un laboratorio di tessitura.
Collabora con il padre Francesco Bonfanti, ingegnere edile e  architetto, per una produzione di tele a doppia trama, plastificate e usate per ante di armadi, piani di tavolo ed altro. La plastificazione veniva realizzata dalla RIV, una società del gruppo FIAT.
Nel 1956 inizia a produrre, oltre ai tappeti a mano, tessuti per tende per tappezzeria a lavorazione meccanica.
Nell'anno successivo, per le edizioni di Bruno Danese, produce tessuti per lampade e oggetti tessili disegnati da Bruno Munari.
Nel 1958 progetta i tappeti - arazzi della serie Algeria. Questi prodotti sono tessuti variando continuamente e liberamente l'intreccio tra ordito e trama, in modo da formare una sequenza di motivi decorativi, e non figurativi, che si alternano su tutta la superficie dell'opera.
Nel 1960, con la sorella Maria Luisa, apre uno show-room a Milano e inizia a collaborare con molti studi di architettura, tra i quali Giò Ponti, Alessandro Mendini, B. B.R.T. (Belgioioso Peressutti e Rogers), Angelo Mangiarotti, Gianfranco Frattini, Comolli e Poli, Salvati e Tresoldi.
Successivamente, disegna tappeti per La Rinascente di Milano e Rossifloor di Marano Vicentino, e tessuti per Malobbia di Thiene, Presotto Industrie Mobili di Brugnera (PN).
Nel 1961 disegna e produce i tappeti della serie "Normandia" a più teli, variamente componibili.
Nel 1962 riceve il prestigioso Premio Compasso d'oro per la sua produzione e in particolare per il tessuto per tende "JL".
Nel '70 inaugura a Mussolente (VI) un nuovo laboratorio, ampliando la produzione e l'attrezzatura che comprende telai a mano e telai meccanici.
Nel 1975 inizia a produrre gli arazzi della serie Bengala, tappeti eseguiti a mano da usare indifferentemente sia a parete sia a pavimento. La decorazione di tipo pittorico, è ottenuta con una tecnica molto simile a quella tradizionale degli arazzi.
Nel 1982 pubblica, presso la casa editrice Zanichelli, il libro Creatività nella tessitura, per la collana Quaderni di Design diretta da Bruno Munari.
Nel 1988 disegna e produce i tappeti Fiandre a lavorazione semi-meccanica, selezionati per il Compasso d'oro 1989.
Per Interflex di Meda, nel 1990, disegna e produce arazzi a lavorazione meccanica per un letto progettato dall'architetto Achille Castiglioni.
Progetta e produce arazzi trasparenti per vari committenti: nel 1991 per Dimensione Fuoco, Vetroveneto di San Donà di Piave (VE), e successivamente per Henry Glaß di Oderzo (TV).
Nel 1995 inizia la collaborazione con il nipote Alessandro Bonfanti, il cui apporto progettuale comprende una sua invenzione tecnica che permette di realizzare, su telaio industriale e su un'unica orditura, tappeti di varia misura e disegno.
Nel 1997 vengono realizzati i tappeti "I Minerali", progetto di Alessandro Bonfanti. I tappeti di questa serie (Granito, Travertino, Botticino), pur essendo tessuti a telaio industriale, mantengono inalterate alcune caratteristiche della lavorazione artigianale, ovvero, la versatilità del disegno, la varietà delle soluzioni cromatiche e la possibilità di un'esecuzione su misura.
Nel 2007 viene realizzato il Tappeto "Tasio", progetto di Alessandro Bonfanti.
L'artista lavora principalmente per commissione e grazie a questo buona parte dei tappeti e degli arazzi sono unici e irripetibili. I tempi di produzione sono abbastanza lunghi per un tappeto di medie dimensioni tessuto a mano, circa tre settimane. La durata si accorcia, invece, quando si adoperano i telai meccanici, i quali impiegano al massimo un'ora.
Alessandro Bonfanti, nipote di Renata, è oggi un importante riferimento per la gestione dei contatti e dei clienti. Riprendendo le orme della zia, segue anche il lavoro di artigiano: dalla realizzazione alla produzione. L'intero lavoro artistico viene svolto nel laboratorio, situato in un edificio immerso nel verde delle colline tra Bassano del Grappa e Asolo, dove vengono realizzate tutte le operazioni, dal progetto, all'esecuzione, all'esposizione aperta al pubblico.

## Premi
Renata Bonfanti ha ricevuto numerosi riconoscimenti italiani e internazionali, fra cui il prestigioso Premio Compasso d'oro.
- 1956  Segnalazione d'Onore al Compasso d’Oro, Milano, per un tappeto annodato.
- 1957  Premio Acquisto La Rinascente. XI Triennale di Milano, per un tappeto annodato.
- 1957  Medaglia d'Oro al Concorso Nazionale per il Tappeto, XI Mostra Internazionale dell'Artigianato, Firenze.
- 1959  Premio A. Palladio, Salone Internazionale della Ceramica, Vicenza, per vasi in porcellana disegnati per la ditta Agostinelli.
- 1960  1º Premio per Un Tessuto in Cotone per l'Arredamento, XII Triennale di Milano.
- 1960  Segnalazione d'Onore al Compasso d'oro, Milano per un tessuto per tende.
- 1960  Medaglia d'Oro alla Sala dei Maestri dell’Artigianato, Firenze.
- 1961  1º Premio al Concorso Nazionale per un Tappeto Cesena, 1961-1969.
- 1962  Premio Compasso d'oro, Milano, per l'insieme di tutta la produzione e in particolare per il tessuto “JL”.
- 1963  Medaglia d'Oro per un tessuto decorativo da parete, Cesena.
- 1964  Medaglia d'Oro al Concorso Gran Premio Mediterraneo per le Attività Artigiane, Cagliari.
- 1971  1º Premio ex aequo al Concorso Elemento per la Decorazione della Casa. Fiera Internazionale di Padova.
- 1989  Selezione XV Premio Compasso d'oro, Arengario, Milano, per un tappeto a lavorazione meccanica.
- 1995  Premio Cultura Città di Bassano, Bassano del Grappa.

## Mostre personali
- 1955 Galleria del Calibano, Vicenza, presentazione di Licisco Magagnato.
- 1958 Galleria Danese, Milano, presentazione di Giò Ponti.
- 1961 Galleria Danese, Milano, presentazione di Alberto Rosselli.
- 1962 Galleria due Ruote, Vicenza, presentazione di Fernando Bandini.
- 1965 Opera Bevilacqua La Masa, Venezia.
- 1974 Galleria Il fiore, Bassano del Grappa, presentazione di Tranquillo Bertamini.
- 1975 e 1977 Galerie Danese, Losanna.
- 1982 Palazzo Agostinelli, Bassano del Grappa, presentazione di Fernando Rigon.
- 1983 Galleria Adelphi, Padova, presentazione di Alberto Carrain.
- 1983 Centro Culturale Scrimin, Bassano del Grappa, presentazione di Fernando Rigon.
- 1988 AlbaneseArte, Vicenza, presentazione di Fernando Rigon.
- 1989 Galleria Graf-Tex, Roma.
- 1990 Palazzo Ducale di Urbino, Sale del Castellare, presentazione di G. Cerboni Baiardi.
- 1991 Centro Culturale Beltrame, Cittadella (Padova).
- 1995 Casa dei Carraresi, Treviso.
- 1997 Textilmuseum, Treppenhaus, San Gallo (Svizzera).
- 1997 Galleria Quadragono, Conegliano (TV).
- 1999 Renata Bonfanti – Tessitura: arte e mestiere, opere dal '60 al '99, Museo Biblioteca Archivio Città di Bassano Del Grappa, Palazzo Agostinelli.
- 2000 Trama e ordito: il laboratorio di Renata Bonfanti Museo Nazionale della Scienza e della Tecnica Leonardo da Vinci, Milano, a cura di Marco Comolli.
- 2004 Renata Bonfanti. Le mani e il design, Galleria Civica, Villa Valle, Comune di Valdagno, presentazione di Giuliano Menato.
- 2004 Renata Bonfanti. Le mani e il design, Palazzo Pretorio, Fondazione Palazzo Pretorio, Comune di Cittadella, presentazione di Giuliano Menato.
- 2011  I tessuti dell'anima: tra cultura e identità, Biblioteca Nazionale, Potenza, a cura di G. Ricci, M. Adurno, A. Mastrangelo.

## Mostre collettive
- 1954 X Triennale di Milano.
- 1954 Mostra Nazionale D'Arte Decorativa, Opera Bevilacqua La Masa, Venezia, organizzata da FIDAPA.
- 1955 The Contemporary European Tapestry, mostra itinerante in vari musei americani, organizzata dal Contemporary Museum di Houston, Texas e dalla Smithsonian Institution.
- 1955 Mostra Nazionale di Artigianato Femminile, Promossa da FIDAPA, Salone de l'Illustrazione Italiana, Milano, allestimento di Maria Luisa Castiglioni.
- 1956 Modern Italian Design, City Art Gallery, Manchester e Walker Gallery, Liverpool.
- 1956 XXVIII Biennale di Venezia, Sezione Arti Decorative.
- 1957 XI Triennale di Milano.
- 1958 De Italiaanse Stijl in Kunstnijverheid en Industrie, Museum Fodor, Amsterdam.
- 1960 XII Triennale di Milano.
- 1960 Bonfanti – Pianezzola, collettiva, Asolo (Treviso).
- 1960 XXX Biennale di Venezia, Sezione Arti Decorative.
- 1962 Mostra Produzione Arte Italiana, Aeroporto di Linate, Milano.
- 1963 Formes Industrielles, Pavillon de Marsan, Parigi, organizzata dall'ICSID.
- 1964 XIII Triennale di Milano.
- 1965 Designers Contemporanei Italiani, Matsuya Design Gallery, Tokyo, organizzata dal Japan Design Committee.
- 1965 La Casa Abitata, Palazzo Strozzi, Firenze.
- 1965 Italia 1965 – Architettura Produzioni d'Arte, Magazzini Isetan, Tokyo, a cura di Agnol domenico Pica.
- 1966 Bio 2, Lubiana.
- 1967 Domus Formes Italiennes, Galeries Lafayette, Parigi, curata da Gio Ponti.
- 1967 Bio 3, Lubiana.
- 1967 Eurodomus, mostra curata da Gio Ponti, Torino.
- 1972 Diseñadores Industriales Italianos, Museo Nacional de Bellas Artes, Santigo (Cile), organizzata dalla Olivetti.
- 1972 Le Coperte, Studio La Ruota, Como.
- 1973 Bio 5, Lubiana.
- 1975 Deseño industrial italiano, organizzata dal Ministero degli Esteri Italiano e dalla Olivetti, in occasione del 1º centenario dell'immigrazione italiana in Brasile a Porto Alegre, Brasilia, San Paolo, Rio de Janeiro.
- 1975 7 Biennale de la Tapisserie, Palais de Rumine, Losanna (Svizzera).
- 1975 Le Tovaglie, Studio La Ruota, Como.
- 1976 Biennale Gubbio '76, Comune di Gubbio, Gubbio (Perugia).
- 1977 8 Biennale de la Tapisserie, Palais de Rumine, Losanna (Svizzera).
- 1977 Fiberworks, Cleveleand Museum of Art, Cleveland (USA).
- 1978 3 Triennale Tkaniny, Centralne Museum Wlòkiennintwa, Lòdz (Polonia).
- 1978 Mostra del design italiano degli anni '50, Centrokappa, Noviglio (Milano)
- 1979 Exempla 79, Monaco di Baviera.
- 1979 Design & Design, Milano, Mosca, Helsinki, organizzata dall'ADI e dal Comune di Milano.
- 1980 Tessitura, Arte e Didattica, Fiorenzuola di Focara (Pesaro).
- 1980 Patchwork in Italia, Galleria Marconi, Milano.
- 1980 Gli Arazzi nell'Arte Contemporanea, Palazzo Accursio, Bologna.
- 1981 Dov'è l'Artigiano, Fortezza da Basso, Firenze, a cura di Enzo Mari.
- 1982 Un brano del design italiano, mostra del Compasso d'Oro Storico, dal 1954 a 1981, Osaka (Giappone), organizzata dall'ADI e dal Comune di Milano.
- 1982 Arazzo: filo e tessitura, Rotonda di Via Besana, Milano, organizzata dal Comune di Milano, a cura di A.M. Cimnaghi e P. Tedeschi.
- 1983 Design since 1945, Philadelphia Museum of Art, Philadelphia (USA).
- 1983 Mostra del disegno industriale italiano, Shanghai (Cina),organizzata dal Comune di Milano e dall'ADI.
- 1983 Morbide e trame, Civica Galleria d'Arte Contemporanea, Ascoli Piceno.
- 1984 Ariadnes Tråd, Malmö, (Svezia).
- 1984 Materia e Figurazione – Lee Babel e Renata Bonfanti, Castello Inferiore, Marostica (Vicenza), organizzata dal Comitato Donne Democratiche e Gruppo Grafico Marosticense.
- 1985 Texture, Agorà, S. Giovanni Lupatoto (Verona).
- 1985 16 Donne Designers Italiane, Magazzini Takashimaya, Tokyo, a cura di J. De Pas.
- 1987 Il Medium Tessile, ex-chiesa di S. Francesco, Pordenone, a cura di Ilvio Verona.
- 1988 Design From Europe, Design Center, Stoccarda.
- 1988 Textilia, Basilica Palladiana, Vicenza, a cura di A: Pansera, T. Giacobone, E.M. Storaci.
- 1988 Genius Loci, Abitare il Tempo, Verona, a cura di Ugo La Pietra.
- 1988 Paradigmi, Forme dell'Artigianato, Bologna, organizzata dall'ADI.
- 1991 Il Design delle Donne, Museo dell'Arredo Contemporaneo, Russi (Ravenna), organizzata dalla Libreria delle Donne, Firenze.
- 1991  “40 anni nell'arte” CAB, Palazzo Agostinelli, a cura di Flavia Casagranda.
- 1992 Dall'Arte... all'Arte, Valdagno (Vicenza).
- 1992 Incontri con l'Arte, Refrontolo (Treviso), Malo (Vicenza),Milano a cura di Jacques Toussaint.
- 1992 Artefici e Idiomi, Palazzo Toaldi Capra, Schio (Vicenza).
- 1994 Progetti e Territori, Abitare il Tempo, Verona.
- 1995 45.63 Un Museo de Design Industriale in Italia, Triennale di Milano, Milano, a cura di Manolo De Giorgi.
- 1995 11. Internationaler Symposium, Raiffeisenhof, Graz (Austria).
- 1996 I Laboratori Metaprogettuali, Abitare il Tempo, Verona
- 1998  “Sinn & Form”, International Design Yearbook Exibition, Internationales Design Zentrum Berlin, curator Richard Sapper.
- 1998 Intorno alla Fotografia, Fondazione J. Vodoz B. Danese, Milano, a cura di Marco Romanelli
- 1998 Artiste Venete del 900: percorsi intrecciati, Villa 25 Aprile, Comune di Mirano (Venezia).
- 1998 I Biennale d'Arte tessile di Chieri – Trame d'autore, Palazzo Opesso, Chieri (Torino)
- 2000 Aperto Vetro, Museo Correr, Venezia, a cura di Marco Romanelli.
- 2002 Dal Merletto alla motocicletta, Decima Biennale Donna, a cura di Anty Pansera e Tiziana Occleppo, Comune di Ferrara, Palazzo Massari.
- 2002 Scultori Veneti, Provincia di Padova, ex Chiesa S. Benedetto, Montagnana a cura di Giorgio Segato.
- 2002 1945-2002, progettare al femminile – dalle Pioniere alle Car Designer, Provincia Regionale Catania, a cura di Anty Pansera e Tiziana Occleppo.
- 2003 Renata Bonfanti, Teodolinda Caorlin, Wanda Casaril, Sarah Seidmann all'Associazione Culturale ex allievi dell'Istituto d'Arte di Venezia, Venezia.
- 2003 Trame Gewebe – Renata Bonfanti, il laboratorio, Palazzo Bellati Villabruna, Galleria Comunale d'Arte Moderna Carlo Rizzarda, Feltre, a cura di Angelo Pauletti.
- 2003 Trame Gewebe – Renata Bonfanti, il laboratorio, Schloss Wasserleonburg, Noetsch, Carinzia.
- 2004 Creatività e Artigianato, collettiva organizzata da C.N.A., Vicenza –
- 2004 Il Compasso d'Oro a Nordest -50º anniversario del Premio Compasso d'Oro, La Rinascente, Padova
- 2006 Pensando a Mantegna, Fili nel Tempo, Villa Contarini, Piazzola s/Brenta (Padova)
- 2006 50 Anni di Compasso d'Oro, Museo del Design di Gent, Belgio
- 2007 Donna & Design, Museo Canonica, Villa Borghese, -Roma, ADI Centro,
- 2008 d come design, LAMANO LA MENTE IL CUORE, Museo Scienze Naturali, Torino
- 2009 Matematica e Arte Dialoghi, Palazzo delle Miniere, Fiera di Primiero (Trento)
- 2011 Ferite, cicatrici e memorie, convegno psicanalisi, Chiesetta dell'Angelo, Bassano Del Grappa
- 2013 Arazzi nei Palazzi, Le Gallerie d'Italia, Palazzo Leoni Montanari, Vicenza
- 2014 La Casa Morbida, tra Arte e Design, Museo Poldi Pezzoli, Milano
- 2014 Il Design Italiano oltre le crisi, Triennale di Milano, Milano

## Opere nelle collezioni pubbliche e private
- Museo de Bellas Arte, Santiago (Cile).
- Facoltà di Architettura, Losanna (Svizzera).
- Museum of Modern Art, Philadelphia (USA).
- Comune di Vicenza, Assessorato alla Cultura, Vicenza.
- Museo Casabianca, Malo (Vicenza).
- Centre Créations Industrielles, Musèe des Arts Décoratifs, Parigi.
- Museo del Design, Triennale di Milano, Milano.
- Staatliches Museum für angewandte Kunst (die neue Sammlung), Monaco di Baviera.
- Museo Biblioteca Archivio, Bassano Del Grappa.
- Banco Ambrosiano Veneto nelle sedi di rappresentanza della Direzione Generale.
- Banca Antoniana Popolare Veneta, in alcune sedi del Veneto e del Friuli-Venezia Giulia.
- Banca Popolare di Vicenza nella sede di Vicenza.
- Banco Bilbao nella sede di Milano.
- Hotel Hilton, Tokyo.
- Imo Concorde Hotel Howebi, Nigeria.
- Port Harcourt International Airport Hotel Harcourt Airport, Nigeria
- Hotel Michelangelo, Milano.
- Hotel Galileo, Milano.
- Bonaparte Hotel, Milano.
- Hotel Locanda Masieri, Trissino (Vicenza).
- Hotel Pino, Cesenatico (Forlì).
- Albergo La Réserve, Caramanico Terme (Pescara).
- Costa Classica e Costa Romantica, Costa Crociere.

## Altre opere
Per il film Lunga Vita alla Signora di Ermanno Olmi sono stati utilizzati gli arazzi e i tessuti eseguiti appositamente da Renata Bonfanti.
Realizza una collezione di arazzi creati appositamente per Henry Glaß, un inedito accordo tra vetro e tessuto.
Collabora con Peter Non per una linea di calzature che utilizza i tessuti e gli arazzi firmati Bonfanti, in un connubio originale.
Alcuni tessuti Renata Bonfanti sono presenti in un "living show-room" a New York, grazie alla collaborazione di Design-Apart, che ha arredato un appartamento esclusivamente con prodotti italiani di alto standard artigianale.
Renata Bonfanti ha scritto:
- Creatività nella tessitura, collana diretta da Bruno Munari per Quaderni di design, Zanichelli, 1982.
- Corso di tessitura. Laboratorio sperimentale, Renata Bonfanti e Cristina Busnelli, quaderni dell'Accademia 2, Fondazione Accademia dell'Artigianato, Este (Padova) 2009.